# Araeopteron griseata
Araeopteron griseata är en fjärilsart som beskrevs av George Francis Hampson 1907. Araeopteron griseata ingår i släktet Araeopteron och familjen nattflyn. Inga underarter finns listade i Catalogue of Life.